# 金田千里
金田 千里（かねだ ちさと、1962年7月12日 - ）は、日本の雑誌編集者。2005年は、フリーランス・エディター・ジャーナリスト。

## 来歴
北海道函館市に生まれる。3歳のとき、父親の病気治療のため、実家がある東京都世田谷区に移る。6歳以降は、横浜市港北区に住む。1981年にフェリス女学院高等学校を卒業して上智大学外国語学部ドイツ語学科に推薦で進学、1985年に大学を卒業する。同年4月、集英社に入社し、『non-no』編集部に配属される。
1989年9月、翌年創刊の『フィガロジャポン』日本版の編集のため、TBSブリタニカ（現・阪急コミュニケーションズ）に転職して入社。以後、フィガロジャポン編集部に所属する。